# JavaScriptMVC
JavaScriptMVC 是一套開放原始碼的多樣化網際網路應用程式框架，以 jQuery 與 OpenAJAX 為基礎。JavaScriptMVC 利用 MVC 架構與工具擴展這些函式庫，以便開發與測試。由於 JavaScriptMVC 不需要任何伺服器端的配合，因此它可以和任何的網站服務介面與程式語言整合，如 ASP.NET、Java、Perl、PHP、Python 或 Ruby。

## 歷史
JavaScriptMVC 的第一個版本是在2008年5月釋出。穩定版的 JavaScriptMVC 2.0 在2009年6月釋出，並以 jQuery 為基礎。主要開發目標為維持程式碼的簡短和專注在它獨特的功能上。3.0版本在2010年12月釋出。而從  JavaScriptMVC 中所獨立出來的 MVC 架構「CanJS」則在2012年4月釋出。

## 控制器
控制器（Controller）是由許多函式所組成，這些函式會在適當的事件發生時被呼叫。函式名稱提供這些函式被呼叫時的描述。只要正確地命名函式，控制器就能夠辨認這些函式並在正確的時機呼叫它們。舉例來說：
```
 
$
.
Controller
(
'TodosController'
,{

   
".todo mouseover"
:
 
function
(
el
,
 
ev
){

     
el
.
css
(
"backgroundColor"
,
"red"
)

   
},

   
".todo mouseout"
:
 
function
(
el
,
 
ev
){

     
el
.
css
(
"backgroundColor"
,
""
)

   
},

   
"#create_todo click"
 
:
 
function
(){

     
this
.
find
(
"ol"
).
append
(
"New Todo"
);

   
}

 
});

```

在控制器中也可以處理 OpenAjax 事件，例如：
```
 
$
.
Controller
(
'TodosController'
,{

   
"main.test subscribe"
:
 
function
(
ev
,
 
publisherData
){

     
// TODO: do something

   
},

   
"other.event subscribe"
:
 
function
(
ev
,
 
publisherData
){

     
// TODO: do something

   
}

 
});

```

## 視圖
JavaScriptMVC 使用 EJS 樣板來處理控制器裡的 HTML 資料並且將它們插入 DOM 中。這些語法是借鏡自 ERuby，且與 PHP 或其他伺服器端語言的樣板引擎相似。
以「test.ejs」（data = [ "Hello", "World" ]）為例：
```
<
ul
>

<
% for( var i=0, len = data.length; i 
<
 
len
;
 
i
++
 
)
 
{
 
%
>

 
<
li
>
<
%= data[i] %>
</
li
>

<
% } %>

<
ul
>

```

這會輸出如下的結果：
```
<
ul
>

 
<
li
>
Hello
</
li
>

 
<
li
>
World
</
li
>

</
ul
>

```

## 模型
模型（Model）類別提供了組織應用程式資料層級的基本功能。
```
 
$
.
Model
(
'Todo'
,{

  
findAll
:
 
'/todos'
,

  
findOne
:
 
'/todos/{id}'
,

  
create
:
 
'/todos'
,

  
update
:
 
'/todos/{id}'

  
destroy
 
:
 
'/todos/{id}'

 
},{});

```

## 測試
JavaScriptMVC 還提供了一套完整的測試外掛，支援模型的單元測試，以及需要處理事件驅動結構的功能性測試。測試工具可以在 Rhino 引擎的命令列模式執行。

## 外部連結
- 官方網站 （英文）
- GitHub 專案（页面存档备份，存于） （英文）
- Google Code 上的舊專案頁面（页面存档备份，存于） （英文）